# Catallagia mathesoni
Catallagia mathesoni är en loppart som beskrevs av Jameson 1950. Catallagia mathesoni ingår i släktet Catallagia och familjen mullvadsloppor. Inga underarter finns listade i Catalogue of Life.